# Näsinneula

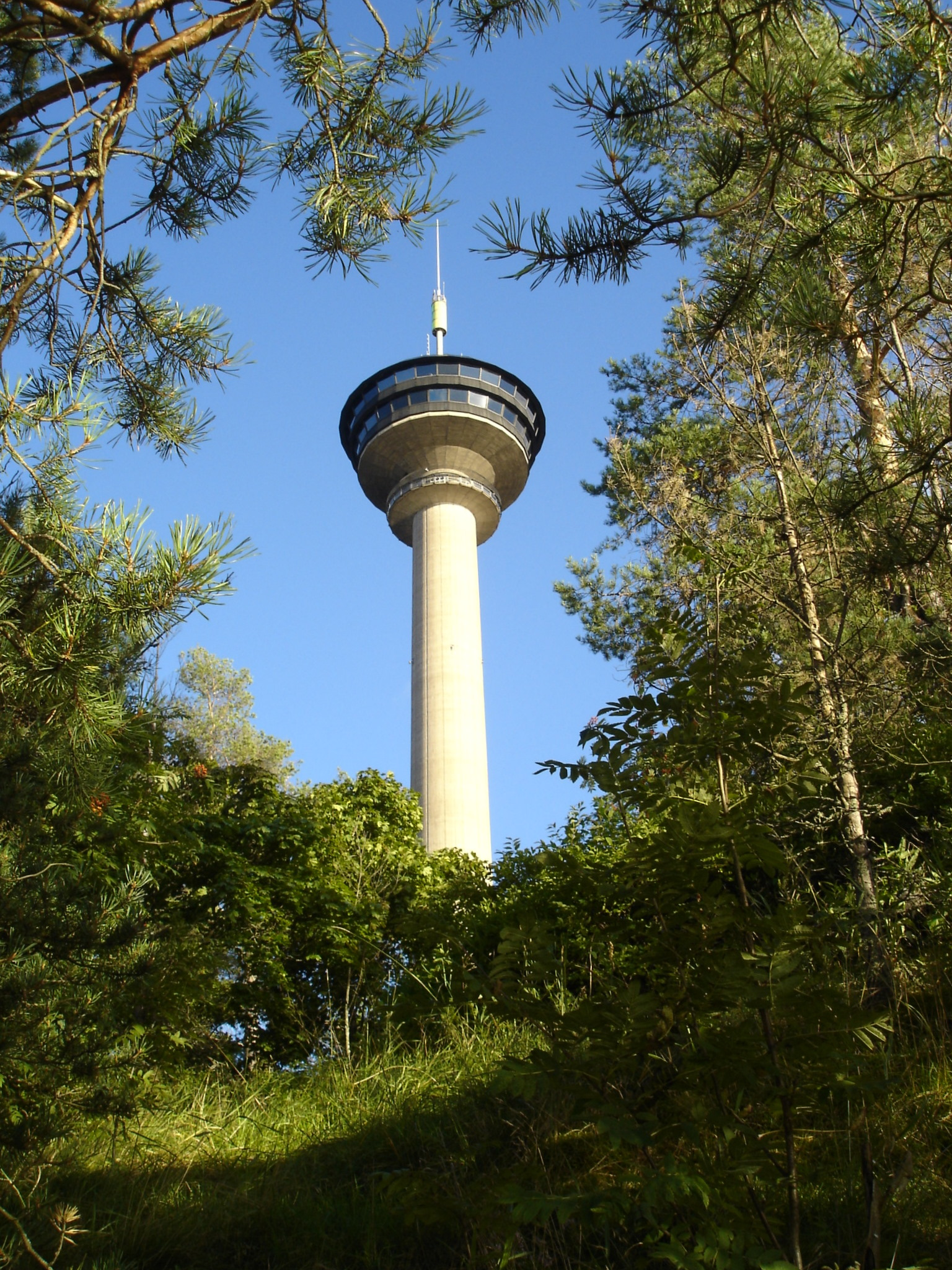
A Näsinneula kilátótorony Tamperében

A Näsinneula kilátótorony Tamperében, a Näsijärvi tó partján található. 1970-71 között épült Pekka Ilveskoski tervei alapján. A maga 168 méterével Skandinávia legmagasabb kilátótornya. A tornyot 1971-ben nyitották meg a Särkänniemi szabadidő parkban. 124 méter magasan a toronyban egy forgó étterem található, amely háromnegyed fordulatot tesz meg óránként.
A torony tetején található jelzőfény a várható időjárást jelzi a város lakói számára a következőképpen:
- három sárga = napsütés
- két sárga és egy zöld = felhős
- egy sárga és két zöld = szórványos esőzés
- három zöld = esős

A torony alapja 15 méterrel magasabban, van mint maga a Näsijärvi. A toronyban 2 Valmet-Schlieren lift található. A liftek 120 méteres magasságig visznek, ahol a Pilvilinna kávézó található. A Näsinneula étterem egy emelettel feljebb található.
A lift 27 másodperc alatt visz 120 méteres magasságba, 6 m/s maximális sebesség mellett. Ezek a liftek Finnország leggyorsabb nyilvános liftjei. Áramszünet esetén a torony dízel generátorai automatikusan beindulnak.
A Näsinneula terveit a Seattleben található Space Needle inspirálta, a forgó éttermet pedig a kuopioi Puijo torony.